# Coronados-Buschratte
Die Coronados-Buschratte (Neotoma bryanti bunkeri) ist eine ausgestorbene Unterart der Bryant-Buschratte (Neotoma bryanti), die auf der Insel Isla Coronados im Golf von Kalifornien endemisch war. Benannt ist das Taxon nach dem Zoologen Charles Dean Bunker (1870–1948), dem ehemaligen Kurator für Vögel und Säugetiere am University of Kansas Natural History Museum.

## Beschreibung
Die Coronados-Buschratte erreichte eine Länge von 390 mm, eine Schwanzlänge von 168 mm, eine Hinterfußlänge von 43 mm und Ohrenlänge von 32 mm. Die Haare der Oberseite waren dunkelgrau mit schwarzen Spitzen. Die Unterseite war tief mausgrau und weiß verwaschen. Der Schwanz war an der Oberseite bräunlich und an der Unterseite weiß. Die Sohlen der Hinterfüße waren an den Fersen nackt.

## Lebensraum
Die dürftig aus Stängeln von Eisenholz errichteten Nestbauten befanden sich zwischen Lavabrocken und neben Kakteen.

## Status
Im Dezember 1931 wurde das Taxon vom Zoologen William Henry Burt entdeckt. Burt sammelte zehn Exemplare auf, die sich heute als Präparate in der Sammlung des California Institute of Technology befinden. 1932 wurde die Art letztmals nachgewiesen. Zwischen 1991 und 1999 gab es intensive Suchaktionen auf den Islas Coronado, die jedoch erfolglos verliefen. Als Aussterbeursache werden Katzen vermutet, die von Fischern auf die Insel gebracht wurden, um die Buschratten und Mäuse zu kontrollieren. Zum anderen wurde die Vegetation, die den Buschratten als Nahrung diente und mit der sie ihre Bauten errichteten, als Brennmaterial für Lagerfeuer verwendet.